# Alessandro Baratta
Alessandro Baratta (Roma, 6 d'octubre de 1933 – Saarbrücken, 25 de maig de 2002) va ser un jurista i sociòleg italià. Juntament amb Renato Treves és un dels professors més destacats de sociologia del dret a Itàlia, en particular per les seves contribucions sociocriminològiques sobre dret penal i sobre el concepte de desviació.

## Biografia
El 1969 fou professor titular de la Universitat de Camerino. Als anys 1970 fou professor de la Universitat de Saarbrücken i director de l'Institut für Rechts- und-Sozialphilosophie. Poc abans de morir, va tornar a ensenyar a Itàlia, a la Universitat de Lecce.
El 1975 va fundar la revista La Questione criminale amb Franco Bricola, que es va convertir en una de les revistes jurídiques més populars a Itàlia. El 1983 es va renovar la iniciativa editorial, convertint-se en Dei Delitti e delle Pene, sempre amb Baratta de director. El seu llibre més important és Criminologia critica e critica del diritto penale (Il Mulino, Bolonya, 1982). Amb aquest treball Baratta estableix les bases de la criminologia crítica.
Per a Baratta, la nova criminologia o criminologia crítica ha d'invertir radicalment el significat de la desviació o més aviat del comportament socialment negatiu, és a dir, la conducta que s'oposa a les necessitats bàsiques del subjecte, la necessitat de vida, d'una existència digna i d'un treball no humiliant. La negativitat social real és, per tant, l'opressió dels més febles pels més forts, la conducta de les minories privilegiades i arrogants en detriment dels dominats. En conseqüència, la millor intervenció pública per aportar justícia i equilibri a les relacions socials degradades no és el dret penal, sinó una política integral de protecció dels drets i llibertats fonamentals. Si l'objectiu de l'organització social és l'individu amb les seves necessitats reals, la seva protecció més efectiva és una garantia positiva i una política integral de protecció dels drets humans. El dret penal només és una garantia negativa. Per aquest motiu, el principi de subsidiarietat s'ha d'aplicar al dret penal. La intervenció criminal només es pot admetre en els casos més greus, quan no hi ha alternatives. En resum, ha de ser una intervenció de tipus residual.
La criminologia crítica ha tingut un ampli ressò internacional. Els estudiants de Baratta (Pio Marconi, Raffaele De Giorgi, Dario Melossi, Massimo Pavarini, Tamar Pitch, Realino Marra, Luigi Pannarale, Claudius Messner) han esdevingut professors de criminologia, dret penal, filosofia del dret i sociologia del dret en diverses universitats italianes, i han contribuït amb investigacions sobre temes específics com l'anomia, la mediació criminal, el risc i la seguretat, accions penals o processament a la sociologia jurídica-penal.

## Obres principals
- Antinomie giuridiche e conflitti di coscienza. Contributo alla filosofia e alla critica del diritto penale, Giuffrè, Milà, 1963.[3]
- Positivismo giuridico e scienza del diritto penale. Aspetti teoretici e ideologici dello sviluppo della scienza penalistica tedesca dall'inizio del secolo al 1933, Giuffrè, Milà, 1963.
- Criminologia critica e critica del diritto penale, il Mulino, Bologna 1982. Nuova edizione a cura d'Anna Simone: Meltemi Deviazioni, 2019.
- Philosophie und Strafrecht. Ausgewählte Aufsätze 1959-1974, Carl Heymanns, Colònia, 1985.